# Instituto de Microelectrónica de Sevilla
El Instituto de Microelectrónica de Sevilla (IMSE-CNM) es un centro mixto de I+D+i del  Consejo Superior de Investigaciones Científicas y la Universidad de Sevilla que, junto con los institutos homólogos localizados en Madrid y Barcelona, forma parte del Centro Nacional de Microelectrónica (CNM). Tiene su sede en Sevilla, en el  Parque Científico y Tecnológico Cartuja.

## Descripción
Está encuadrado en el área de Ciencias y Tecnologías Físicas, una de las ocho áreas en que el CSIC organiza su actividad investigadora. El área de especialización del Instituto es el diseño y test de circuitos integrados analógicos y de señal mixta en tecnología CMOS, así como su uso en diferentes contextos de aplicación como radiofrecuencia, microsistemas o conversión de datos.
Inició sus actividades en octubre de 1989 al amparo de un convenio firmado por la Junta de Andalucía, el CSIC y la Universidad de Sevilla. El grupo de investigación se ubicó inicialmente en los locales del  Centro Informático Científico de Andalucía (CICA), como departamento integrado en el Instituto de Microelectrónica de Barcelona. Posteriormente, en 1996, fue creado por la Junta de Gobierno del CSIC como Instituto en Formación, ocupando un edificio anexo al CICA cedido por la Junta de Andalucía. A finales del año 2008 el Instituto amplió sus instalaciones, trasladando su sede a un edificio de nueva planta construido por el CSIC en el Parque Científico y Tecnológico Cartuja, su ubicación actual. En octubre de 2015, a través de un Convenio Específico de Colaboración subscrito por la Agencia Estatal CSIC y la Universidad de Sevilla, el centro se transformó en un Instituto Mixto de ambas instituciones.